# 1884 en journalisme
Cet article présente les faits marquants de l’année 1884 en journalisme.

## Évènements
- Création à Montréal du quotidien La Presse.